# 이진 탐색 트리

컴퓨터 과학에서 이진 탐색 트리(BST: binary search tree)는 다음과 같은 속성이 있는 이진 트리 자료 구조이다.
- 각 노드에 값이 있다.
- 값들은 전순서가 있다.
- 노드의 왼쪽 서브트리에는 그 노드의 값보다 작은 값들을 지닌 노드들로 이루어져 있다.
- 노드의 오른쪽 서브트리에는 그 노드의 값보다 큰 값들을 지닌 노드들로 이루어져 있다.
- 좌우 하위 트리는 각각이 다시 이진 탐색 트리여야 한다.

## 이진 탐색 트리에서의 검색
- 이진탐색트리에서 키 x를 가진 노드를 검색하고자 할때, 트리에 해당 노드가 존재하면 해당 노드를 리턴하고, 존재하지 않으면 NULL을 리턴한다.
- 검색하고자 하는 값을 루트노드와 먼저 비교하고, 일치할 경우 루트노드를 리턴한다.
  - 불일치하고 검색하고자 하는 값이 루트노드의 값보다 작을 경우 왼쪽 서브트리에서 재귀적으로 검색한다.
  - 불일치하고 검색하고자 하는 값이 루트노드의 값과 같거나 큰 경우 오른쪽 서브트리에서 재귀적으로 검색한다.

## 삽입
- 삽입을 하기 전, 검색을 수행한다.
- 트리를 검색한 후 키와 일치하는 노드가 없으면 마지막 노드에서 키와 노드의 크기를 비교하여서 왼쪽이나 오른쪽에 새로운 노드를 삽입한다.

## 삭제
삭제하려는 노드의 자식 수에 따라
- 자식노드가 없는 노드(리프 노드) 삭제 : 해당 노드를 단순히 삭제한다.
- 자식노드가 1개인 노드 삭제 : 해당 노드를 삭제하고 그 위치에 해당 노드의 자식노드를 대입한다.
- 자식노드가 2개인 노드 삭제 : 삭제하고자 하는 노드의 값을 해당 노드의 왼쪽 서브트리에서 가장 큰값으로 변경하거나, 오른쪽 서브트리에서 가장 작은 값으로 변경한 뒤, 해당 노드(왼쪽서브트리에서 가장 큰 값을 가지는 노드 또는 오른쪽 서브트리에서 가장 작은 값을 가지는 노드)를 삭제한다.